# Колорадська кліщова гарячка
Колорадська кліщова гарячка (англ. Colorado tick fever, також гірська кліщова гарячка, американська кліщова гарячка, американська гірська кліщова гарячка, англ. mountain tick fever, American tick fever, American mountain tick fever) — гостра арбовірусна хвороба, клінічний перебіг якої характеризується двохвильовою гарячкою, загальною інтоксикацією, а, в окремих випадках, розвитком ураження центральної нервової системи.

## Етіологія
Збудник є РНК-вмісним арбовірусом з роду Coltivirus родини Reoviridae. Патогенний для мишей, хом'яків, може розмножуватися на курячих ембріонах. У висушеному стані може зберігатися до 4 років, інактивується при нагріванні.

## Епідеміологічні особливості
Захворювання ендемічне для західних штатів США та є там найбільш поширеним арбовірусом (після вірусу Західного Нілу). Інфікування людини відбувається при укусі лісового кліща (Dermacentor andersoni), в ендемічних районах вірус був виділений у 14 % зібраних кліщів цього виду. Були поодинокі повідомлення про виділення вірусу і в іншого кліща — Dermacentor variabilis. В ендемічних районах передача хвороби зазвичай обмежується висотами, що перевищують 1200 м (близько 4000 американських футів).
Захворюваність характеризується вираженою сезонністю (з квітня по серпень з максимумом у червні), що зумовлено активністю кліща-переносника. У 15 % здорових людей, які постійно перебувають в ендемічних вогнищах, виявляються антитіла до вірусу колорадської кліщової гарячки, що свідчить
про значне поширення інфекції, в тому числі у вигляді легких форм, які залишаються непоміченими. Цілком імовірно, що багато випадків цієї неспецифічної хвороби залишаються недіагностованими або недоказаними. Збудник зберігається в організмі хворої людини
(до 1–3 місяців). Хвора людина небезпеки для оточуючих не становить.

## Патогенез
Механізм передачі — трансмісивний, воротами інфекції є місце укусу кліща. Вкрай рідко можливо зараження гемоконтактним механізмом при переливанні інфікованих препаратів крові. Первинний афект, зазвичай, не утворюється, відсутні ознаки регіонарного лімфаденіту. Вірус проникає в кров і гематогенно поширюється по всьому організму, виявляючи схильність до нервової тканини та шкіри. Здатен тривало зберігатися в організмі людини — протягом 2 тижнів вірус можна виділити з крові хворих, у 50 % хворих він виявляється протягом 1-го місяця. У гострій стадії захворювання вірус можна виявити в лікворі. Після перенесеного захворювання формується стійкий імунітет.

## Клінічні ознаки
Інкубаційний період триває від 1 до 14 днів (в середньому 3–7 днів), 90 % хворих зазначає укус кліща протягом 10 днів до захворювання. Хвороба починається гостро з підвищення температури тіла до 39–40 °C. З'являються слабкість, головний і м'язовий біль, озноб, іноді — біль у горлі. Характерні ретроорбітальний біль та світлобоязнь. У 25 % пацієнтів з'являються біль у животі, переважно в епігастральній ділянці, нудота та блювання. У 5–15 % випадків відмічається поява плямистого, макулопапульозного або петехіального висипу з переважною локалізацією на тулубі, що досить швидко зникає. Привертає увагу гіперемія обличчя та шиї, ін'єкція судин склер. Гарячка носить двохвильовий характер: перша хвиля тримається протягом 2 діб, потім температура тіла критично падає до нормальної і навіть субнормальної. Через 2 дні температура тіла знову підвищується, причому друга хвиля гарячки, як правило, вище першої. Іноді спостерігається симптом Фаже. Через 3 дні температура тіла нормалізується. У частини хворих може бути і третя хвиля гарячки. У періоді реконвалесценції тривало зберігається адинамія і загальна слабкість, причому тривалість реконвалесценції залежить від віку хворих.
Приблизно у 3 % хворих розвиваються ураження центральної нервової системи (менінгіт, енцефаліт, менінгоенцефаліт), які частіше з'являються з 4-го по 9-й день хвороби. Залишкових явищ після них не спостерігається. Летальні випадки вкрай рідкісні.

## Діагностика
У клінічному аналізі крові відмічається помірна лейкопенія, вкрай рідко розвивається тромбоцитопенія. В окремих випадках можливе незначне підвищення активності амінотрансфераз. При дослідженні спинномозкової рідини відзначається незначний або помірний лімфоцитарний плеоцитоз (до 300 кл/мл), помірне підвищення рівня білку.
Для лабораторного підтвердження діагнозу використовують виділення вірусу з крові за допомогою біологічної проби (на білих мишах) або імунофлюоресцентним методом. Використовують також серологічні тести: реакція зв'язування комплементу (РЗК) із парними сироватками. Дуже специфічною є полімеразна ланцюгова реакція зі зворотною транскрипцією, яка може виявити вірусну РНК протягом перших 5 діб захворювання.

## Лікування
Якщо встановлено, що кліщ все ще в шкірі пацієнта, його слід видалити. Метод видалення, який зазвичай рекомендується, полягає в тому, щоб захопити кліща щипцями або пінцетом поблизу місця його прикріплення, а потім витягти прямо назовні з постійним, рівним, ніжним зчепленням. Скручування і стискання слід уникати, оскільки це може полегшити переміщення збудників і може залишити щічні ротові порожнини кліща в шкірі.
У неускладнених випадках обмежуються патогенетичною терапією. У тяжких випадках при приєднанні вторинної бактеріальної інфекції призначають
антибіотики. У разі розвитку менінгоенцефаліту терапія спрямована на боротьбу з гіпертермією, усунення набряку — набухання головного мозку.

## Профілактика
Проводиться колективний та індивідуальний захист людей від укусів кліщів. Необхідно під час перебування на ендемічній території носити закритий одяг. Особам, які перенесли захворювання, заборонено донорство упродовж 6 місяців після одужання. В ендемічних регіонах рекомендоване використання живої ослабленої вакцини.